# Aberlady
Aberlady (Gaelico: Obar Lìobhaite) è un villaggio appartenente all'area amministrativa scozzese dell'East Lothian. Affacciato sull'omonima baia (Baia Aberlady), si trova 5 miglia (8,0 km) nord-ovest da Haddington e approssimativamente 18 miglia (29,0 km) a est da Edimburgo, con la quale è collegata tramite l'arteria stradale A198 Dunbar - Edimburgo e la pista ciclopedonale John Muir Way.

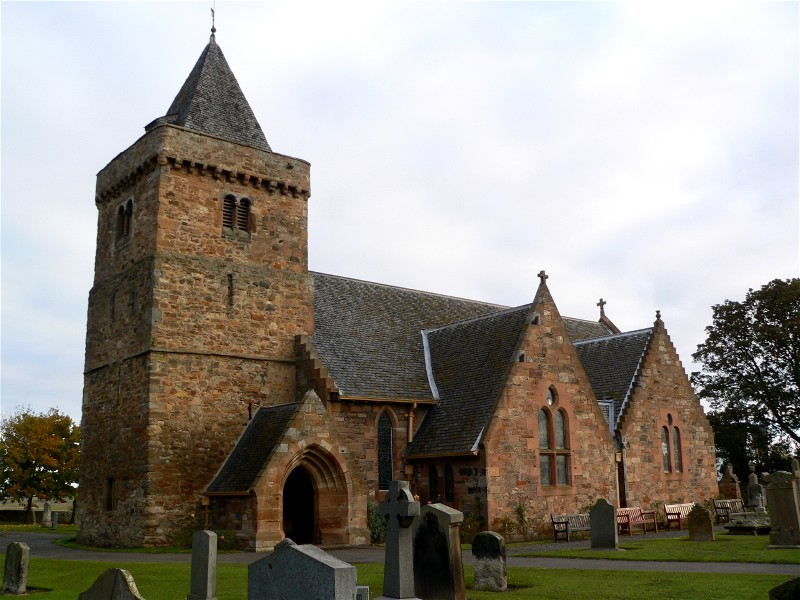
La chiesa di Aberlady

Aberlady è circondata da moltissimi circoli di golf, alcuni molto famosi come Luffness, Kilspindie e Craigielaw.
Ospita il Myreton Motor Museum e si trova inoltre a poche miglia dal National Museum of Flight.